# تپه شهر سوخته ۳۵۴
تپه شهر سوخته ۳۵۴ مربوط به هزاره سوم قبل از میلاد است و در شهرستان زابل، بخش شیب آب، دهستان لوتک، روستای حومه شهر سوخته، ۱۳ کیلومتری جنوب شرقی پایگاه باستان‌شناسی واقع شده و این اثر در تاریخ ۲۸ شهریور ۱۳۸۶ با شمارهٔ ثبت ۱۹۶۵۴ به‌عنوان یکی از آثار ملی ایران به ثبت رسیده است.